# 今井 (熊谷市)
今井（いまい）は、埼玉県熊谷市の大字。郵便番号360-0005。本項では同地域にかつて存在した北埼玉郡今井村（いまいむら）についても記す。

## 地理
熊谷市北東部に位置する。東で上中条、西で小曽根・下奈良、南で上川上・肥塚、北で四方寺に隣接する。県道83号熊谷館林線が縦断するが、鉄道や国道は通過していない。
中央部をさすなべ排水路（利根川水系、市内玉井を基点として行田市内で北河原用水に合流する）が横断する。

### 小字
- 天神[4]
- 南本郷
- 赤城
- 女塚
- 石代
- 下本郷
- 上本郷
- 沼田
- 社口
- 新井[5]

## 歴史

### 沿革
もとは江戸期より存在した今井村であった。地名の由来は新村や新町などと同義である今井からと言われている。
- 幕末時点では埼玉郡に所属し、知行は前橋藩、旗本長井氏・牛込氏・興津氏・高林氏・松平氏・鈴木氏・天野氏・林氏・伊勢氏の相給。寺社領（天神社領・弘誓寺領・安養院領）も存在した[6]。
- 1868年（慶応4年）6月19日 - 旗本領が武蔵知県事・山田政則（忍藩士）の管轄となる。
- 1869年（明治2年）
  - 1月10日 - 山田政則知県事が宮原忠英に交代。
  - 1月13日 - 武蔵知県事・宮原忠英の管轄区域に大宮県を設置、同県の管轄となる。県庁は東京府馬喰町に置かれる。
  - 9月29日 - 県庁が浦和に置かれ浦和県に改称。
- 1871年（明治4年）
  - 7月14日 - 廃藩置県により、前橋藩領が前橋県の管轄となる。
  - 11月13日 - 第1次府県統合により、全域が埼玉県の管轄となる。
- 1879年（明治12年）3月 - 郡区町村編制法の埼玉県での施行により北埼玉郡の所属となる。郡役所は成田町（現行田市）に設置。
- 1889年（明治22年）4月1日 - 町村制の施行により、北埼玉郡今井村が単独で自治体を形成[5]。上中条村・小曽根村・大塚村と中条組合村を結成し、組合役場を上中条村に設置。
- 1909年（明治42年）8月24日 - 中条組合村を解消し、4村の区域をもって中条村が発足[7][8]。同日今井村廃止。中条村大字今井となる。
- 1954年（昭和29年）4月1日 - 中条村が熊谷市に編入[8]。熊谷市大字今井となる。
- 2005年（平成17年）10月1日 - 熊谷市が周辺町と合併し、改めて熊谷市が発足された際の住所表記見直しで大字表記を除去、熊谷市今井となる[9]。

## 世帯数と人口
2017年（平成29年）9月1日現在の世帯数と人口は以下の通りである。
| 大字 | 世帯数  | 人口    |
| ---- | ------- | ------- |
| 今井 | 571世帯 | 1,469人 |

## 小・中学校の学区
市立小・中学校に通う場合、学区は以下の通りとなる。
| 番地 | 小学校             | 中学校             |
| ---- | ------------------ | ------------------ |
| 全域 | 熊谷市立中条小学校 | 熊谷市立中条中学校 |

## 交通
地内に鉄道は敷設されていない。

### バス
「今井」停留所は、概ね中央部の上中条地区との境界付近にある。
国際十王交通
- 熊谷営業所
  - KM31 熊谷駅 - 北肥塚 - 赤城神社 - 田中 - 今井 - 中条学校 - 葛和田
  - KM32 熊谷駅 - 北肥塚 - 赤城神社 - 田中 - 今井 - 中条学校 - 上中条（区間運行）
  - KM33 熊谷駅 - 北肥塚 - 赤城神社 - ラグビー場入口 - くまがやドーム
  - KM34 熊谷駅 - 北肥塚 - 熊谷スポーツ文化公園（ラグビー場）（経路中に今井地内を通過、停留所はなし）

ゆうゆうバスグライダー号「下奈良久保南」停留所は北西端の下奈良地区との境界付近に位置している。また、同じくグライダー号に「中条中学校東」停留所があるが、中条中学校自体は今井地内に設置されているのに対し、停留所は少し位置が遠くにあり上中条地内となっている。

### 道路
- 埼玉県道・群馬県道83号熊谷館林線
- スポーツ公園通り

## 寺社
- 赤城神社
- 源流院
- 安養院
- 弘誓寺
- 光照寺

## 施設
- 熊谷市立中条中学校
- 第二くるみ保育園
- 熊谷スポーツ文化公園（敷地のごく一部のみ）
  - さくらオーバルフォート
- くまがや農業協同組合
  - 東部営農経済センター
  - カントリーエレベーター
  - 製粉精米所
- 熊谷今井ニュータウン
- 熊谷市北部浄水場
- 熊谷市北部配水場
- 今井揚水機場
- 社口揚水機場
- 下本郷田中自治会館
- 新井自治会館
- 熊谷市立今井集会所
- 大道新倉集会所
- 天神集会所
- 遠西集会所